# 1973 w filmie
Wydarzenia filmowe w 1973 roku.

## Wydarzenia
- 18 maja – po raz pierwszy przyznano filmową Nagrodę Saturn.

## Urodzili się
- 11 stycznia – Joanna Brodzik, polska aktorka
- 31 stycznia – Portia de Rossi, amerykańska aktorka
- 5 kwietnia – Élodie Bouchez, francuska aktorka
- 13 kwietnia – Aleksandra Nieśpielak, polska aktorka
- 21 czerwca – Juliette Lewis, amerykańska aktorka
- 22 czerwca – Marcin Dorociński, polski aktor
- 26 lipca – Kate Beckinsale, brytyjska aktorka
- 5 września – Rose McGowan, aktorka
- 7 września – Shannon Elizabeth, amerykańska aktorka
- 3 października – Neve Campbell, kanadyjska aktorka
- 3 października – Keiko Agena, amerykańska aktorka
- 7 listopada – Kim Yoon-jin, koreańska aktorka
- 3 grudnia – Holly Marie Combs, amerykańska aktorka
- 25 grudnia – Adam Woronowicz, polski aktor

## Zmarli
- 30 stycznia – Jack MacGowran, irlandzki aktor (ur. 1918)
- 15 lutego – Tim Holt, amerykański aktor (ur. 1918)
- 10 marca – Robert Siodmak, reżyser (ur. 1900)
- 29 maja – P. Ramlee, aktor (ur. 1929)
- 23 czerwca – Fay Holden, aktorka
- 27 czerwca – Stanisław Jasiukiewicz, polski aktor (ur. 1921)
- 2 lipca – Betty Grable, aktorka (ur. 1916)
- 7 lipca – Veronica Lake, amerykańska aktorka (ur. 1922)
- 11 lipca – Robert Ryan, aktor
- 18 lipca – Jack Hawkins, aktor
- 13 września – Betty Field, aktorka
- 21 września – Diana Sands, aktorka
- 26 września – Anna Magnani, aktorka (ur. 1908)
- 5 października – Mieczysław Stoor, polski aktor (ur. 1929)
- 22 października – Antoni Żuliński, polski aktor (ur. 1900)
- 23 listopada – Claire Dodd, amerykańska aktorka (ur. 1908)

## Premiery

### Filmy polskie
- 29 lipca – Wniebowzięci – reż. Andrzej Kondratiuk
- 3 września – Hubal – reż. Bohdan Poręba
- 25 września – Zazdrość i medycyna – reż. Janusz Majewski
- 5 października – Sekret – reż. Roman Załuski
- 16 października – W pustyni i w puszczy – reż. Władysław Ślesicki
- 3 grudnia – Sanatorium pod Klepsydrą – reż. Wojciech Jerzy Has
- 7 grudnia – Chłopi – reż. Jan Rybkowski

### Filmy zagraniczne
- Amerykańskie graffiti – reż. George Lucas
- Dzień Szakala – reż. Fred Zinnemann
- Egzorcysta (The Exorcist) – reż. William Friedkin
- Jeremiah Johnson – reż. Sydney Pollack z Robertem Redfordem
- Kalina czerwona – reż. Wasilij Szukszyn
- Najemnik (The Hireling)
- Papillon – reż. Franklin Schaffner z Dustinem Hoffmanem
- Serpico – reż. Sidney Lumet z Alem Pacino
- Strach na wróble (Scarecrow) – reż. Jerry Schatzberg
- Śpioch (Sleeper) – reż. Woody Allen
- Szczęśliwy człowiek (O Lucky Man!) – reż. Lindsay Anderson
- Tacy byliśmy (The Way We Were) – reż. Sydney Pollack
- Wejście smoka (Enter the Dragon) – reż. Robert Clouse
- Wielkie żarcie (La grande bouffe) – reż. Marco Ferreri
- Żądło (The Sting) – reż. George Roy Hill
- Żyj i pozwól umrzeć – film z Jamesem Bondem
- Siedemnaście mgnień wiosny (Семнадцать мгновений весны) – reż. Tatiana Lioznowa (Serial TV)

## Nagrody filmowe
- Oscary
  - Najlepszy film – Żądło – reż. George Roy Hill
  - Najlepszy aktor – Jack Lemmon – Ocalić tygrysa
  - Najlepsza aktorka – Glenda Jackson – Miłość w godzinach nadliczbowych
  - Wszystkie kategorie: 46. ceremonia wręczenia Oscarów
- Festiwal w Cannes
  - Złota Palma: Jerry Schatzberg – Strach na wróble
- Festiwal w Berlinie
  - Złoty Niedźwiedź: Satyajit Ray – Odległy grom